# Zisterzienserinnenabtei Tarrant

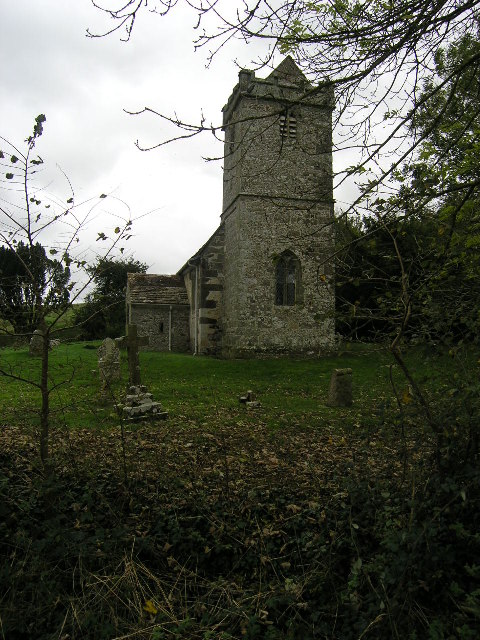
Die ehemalige Laienkirche des Klosters

Die Zisterzienserinnenabtei Tarrant (auch: Tarrant Crawford oder Tarrant Kaines) war von 1228 bis 1539 ein Kloster der Zisterzienserinnen in Tarrant Crawford, Dorset in England.

## Geschichte
Nachdem es südöstlich Blandford Forum am Zusammenfluss der Flüsse Stour und Tarrant bereits seit 1186 ein unabhängiges Kloster gab, machte es Richard Poore, bedeutender Bischof von Salisbury, der in der Klosterkirche getauft worden war, 1228 zum Zisterzienserinnenkloster Unserer Lieben Frau und Allerheiligen und ließ sich 1237 auch dort begraben. Auch die 1238 verstorbene Königin Johanna von England wurde auf ihren Wunsch in Tarrant bestattet. Die Abtei war eine von nur zwei Zisterzienserinnenabteien in England (die andere war Marham). Sie wurde 1539 aufgelöst und zerstört. Heute steht nur noch die frühere Laienkirche des Klosters, die Pfarrkirche zur Jungfrau Maria (mit Wandmalereien aus dem 13. und 14. Jahrhundert). Klosterreste wurden möglicherweise in die am Ort befindliche Abbey Farm (Tarrant Crawford) verbaut.

### Oberinnen (Auswahl)
- 1228: Claricia
- Emelina
- 1240: Maud
- 1280: Isolda
- 1298: Elena
- 1351: Anne
- 1377: Clemence de Cernyngton
- 1402: Joan
- 1404: Avice
- –1535:Edith Coker
- Margaret Lynde
- 1535–1539: Margaret Russell